# Guachucal
Guachucal è un comune della Colombia facente parte del dipartimento di Nariño.
Il centro abitato venne fondato da Pedro de Añazco nel 1535.